# Harry Daniels (cầu thủ bóng đá)
Harry Augustus George Daniels (25 tháng 6 năm 1920 – 2002) là một cầu thủ bóng đá người Anh thi đấu ở vị trí half-back ở Football League cho Queens Park Rangers, Brighton & Hove Albion và York City, và ở bóng đá non-league cho Kensington Sports và Dover.